# استاوودین
استاوودین (انگلیسی: Stavudine) (d4T) (با نام تجاری Zerit) یک داروی ضد رتروویروسی است که برای پیشگیری و درمان HIV/AIDS به کار می‌رود. این دارو به طور کلی برای استفاده با سایر داروهای ضد رتروویروس توصیه می‌شود.  ممکن است برای پیشگیری پس از آسیب ناشی از برخورد سوزن آلوده یا سایر عوامل در معرض احتمالی استفاده شود. با این حال، این دارو یک درمان خط اول نیست. استاوودین از راه دهان مصرف می‌شود.

عوارض جانبی رایج عبارتند از سردرد، اسهال، استفراغ، بثورات پوستی و مشکلات اعصاب محیطی. عوارض جانبی شدید شامل لاکتات خون بالا، پانکراتیت و بزرگ شدن کبد است.  به طور کلی در بارداری توصیه نمی‌شود. استاوودین در دسته دارویی مهارکننده‌های ترانس کریپتاز معکوس (NRTI) قرار دارد.
استاوودین نخستین بار در سال ۱۹۶۶ معرفی شد و برای استفاده در ایالات متحده آمریکا در سال ۱۹۹۴ تأیید شد. این دارو به عنوان یک داروی عمومی در دسترس است.